# DAYFILER

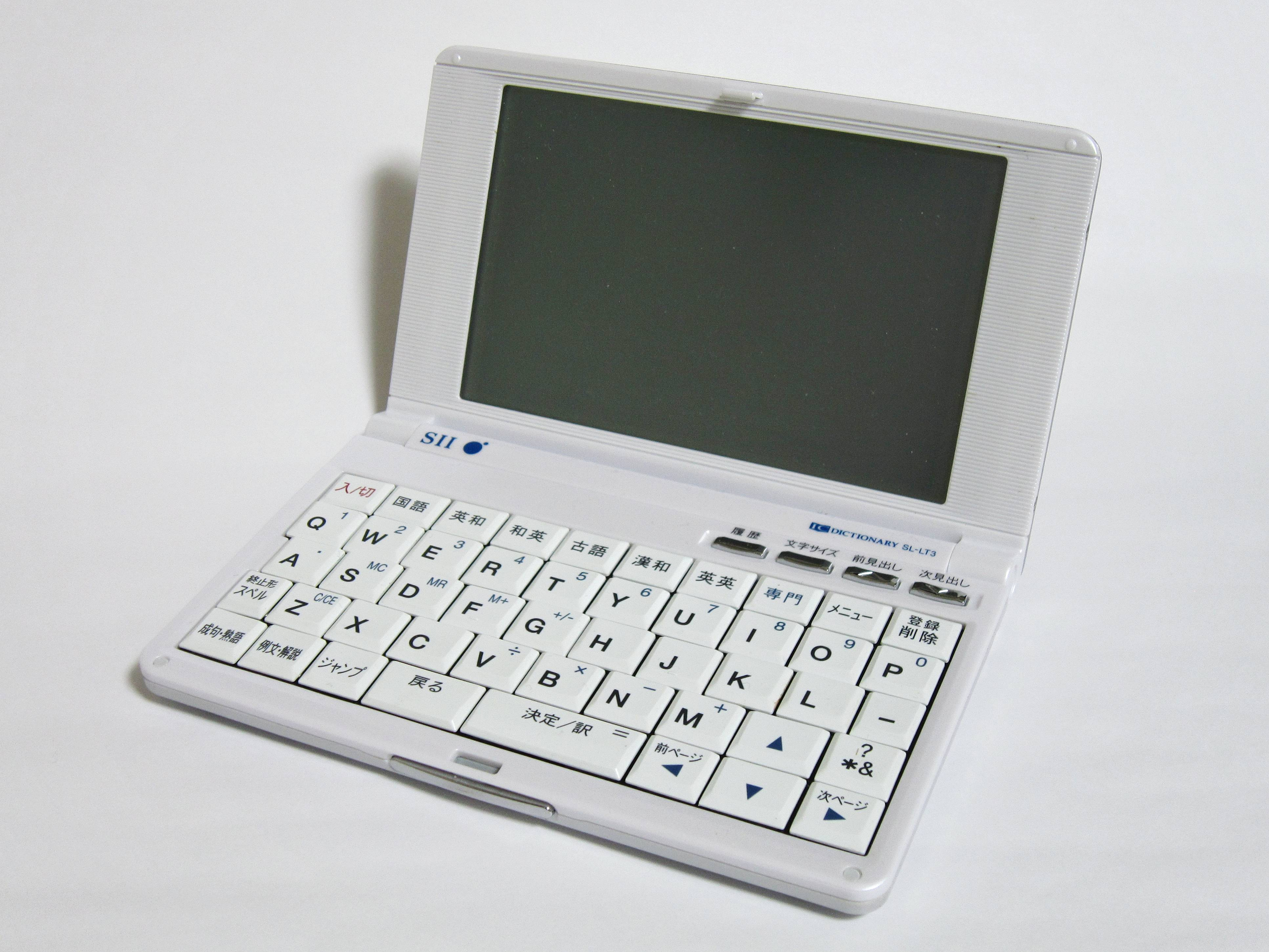
電子辞書（SL-LT3）

DAYFILER（デイファイラー）はセイコーインスツル（SII）の電子辞書のブランド。2013年1月より登場。

## 特徴
- 静電容量式のカラータッチパネルを搭載。
- OSにAndroid 4.0.4が採用されている。
- 連続駆動時間は10時間程度。
- 無線LANを内蔵していてインターネットを行うことが出来る。
- 容易にアプリを追加できる。
- 全体的に英語系コンテンツが豊富。

## 機種一覧

### 一般モデル
- DF-X9001（2013年12月中旬頃発売）
DF-X9000の後継モデル。理系の学生や技術系ビジネスマン向け。
- DF-X8001（2013年12月中旬頃発売）
DF-X8000の後継モデル。英語系コンテンツに特化している。
- DF-X10001（2013年9月下旬頃発売）
DF-X10000の後継モデル。リーダーズ英和辞典 第三版を業界初収録。
- DF-X7000B/W（2013年8月下旬頃発売）
DAYFILERシリーズのエントリーモデル。英語系コンテンツに特化している。
- DF-X7000FR/GR/CN/ES（2013年7月中旬～8月下旬発売）
DAYFILERシリーズのエントリーモデル第二外国語バージョン。フランス語、ドイツ語、中国語、スペイン語の各モデルがある。
- DF-X11000（2013年3月下旬頃発売）
二つの医学大辞典を収録している。
- DF-X10000（2013年3月中旬発売）
語学プロフェッショナルモデル。世界大百科事典 34巻を業界初収録。
- DF-X9000（2013年1月発売）
DF-X8000と違い理化学系のコンテンツが多い。
- DF-X8000（2013年1月発売）
DF-X9000より理化学系のコンテンツは少ないが、DF-X9000より廉価である。

### 大学生協モデル
- DF-X900B
英語強化モデル。概要としてはDF-X8000に同じ。
- DF-X900R
理系強化モデル。概要としてはDF-X9000に同じ。

## Androidアプリについて
DAYFILERはOSにAndroidを採用していて、Google Playこそないものの、提供不明のアプリのインストールを許可してしまえば自由にアプリを追加することができる。
但しメーカーの保証は受けられなくなる。